# Switzerland (Florida)
Switzerland è un'area non incorporata della Contea di St. Johns in Florida (USA.
Si trova sulla riva orientale del fiume Saint Johns, a sud di Jacksonville e confina con Fruit Cove. 